# Nashville (TV-serie)
Nashville är en amerikansk musik- och romantisk dramaserie som hade premiär den 10 oktober 2012, och är skapad av Callie Khouri. Seriens första säsong består av 21 avsnitt. Seriens sjätte och sista säsong hade premiär 2018.

## Handling
Serien kretsar kring  countrydrottningen Rayna Jaymes och nykomlingen Juliette Barnes och följer deras framgångar och motgångar.

## Rollista (i urval)
- Connie Britton - Rayna Jaymes
- Hayden Panettiere - Juliette Barnes
- Clare Bowen - Scarlett O'Connor
- Eric Close - Teddy Conrad
- Charles Esten - Deacon Claybourne
- Jonathan Jackson - Avery Barkley
- Sam Palladio - Gunnar Scott
- Robert Wisdom - Coleman Carlisle
- Powers Boothe - Lamar Wyatt
- Chris Carmack - Will Lexington
- Lennon Stella - Maddie Conrad
- Maisy Stella - Daphne Conrad
- Will Chase - Luke Wheeler
- Oliver Hudson - Jeff Fordham
- Aubrey Peeples - Layla Grant
- Jeff Nordling - Brad Maitland